# کالوا
شهر کالوا در ایالت برندنبورگ در کشور آلمان واقع شده است.